# Light Yagami
Light Yagami (japonsko 夜神, Hepburn Yagami Raito) (jap.: 夜神月 Audrey: Yagami Raito) je fiktivni lik in protagonist v anime in manga seriji Death Note, ki sta jo ustvarila Tsugumi Ohba in Takeshi Obata. Light je zdolgčasen mlad genij, ki po golem naključju odkrije Dnevnik smrti, ki ga v svet ljudi odvrže shinigami Ryuk. Z uporabo dnevnika, ki omogoča lastniku, da preprosto ubije vsakogar, katerega ime in obraz pozna, Light postane serijski morilec, znan kot Kira (キラ) (japonska adapatacija angleške besede killer "morilec"), ki si prizadeva ustvariti utopični svet, očiščen vsega zločina, in mu zavladati kot "bog".
V anime različici je Lightu glas v japonščini posodil Mamoru Miyano, angleškega pa Brad Swaile. V igrani filmski seriji ga upodobalja Tatsuya Fujiwara, Swaile pa mu je znova posodil glas za angleško sinhronizacijo. V muzikalu njegovo vlogo igrata Kenji Urai in Hayato Kakizawa. V TV drami ga upodablja Masataka Kubota; njegov angleško različico v ameriškem filmu pa bo upodobil Nat Wolff.